# 海巡署800噸級巡防救難艦
福星艦於1986年9月22日由中華民國財政部關稅總局與荷蘭造船廠簽約建造，1988年2月12日由總局長黃清潯主持下水典禮並命名，後由法國籍動力船塢船「Dock Express FRANCE」裝運返台，2000年移撥行政院海岸巡防署（今海洋委員會海巡署）。
謀星艦原服役中華民國財政部關稅總局基隆關稅局，船名以當時關稅總局副總局長朱守謀先生名諱之「謀」字命名，於2000年移撥行政院海岸巡防署（今海洋委員會海巡署）。船體構造堅固，船速快，為海上緝私利器，配有兩艘巡邏快艇，時速可達30節。

## 訂購原因
福星艦和謀星艦原為經濟部海關局向荷蘭威爾頓費諾德造船廠訂造的緝私艦，但海關局原來沒有向荷蘭購買船艦的計劃，其起源是海軍在1981年委托同廠建造兩艘劍龍級潛艦，但該造船廠一直財政困難，在1986年初陷入停工危機，國防部為保障兩艘荷蘭潛艦能夠交付，在1986年4月協請經濟部海關局向該造船廠訂購兩艘緝私艦，以緩解威爾頓費諾德造船廠的財政困難，最終兩艘荷蘭潛艦得以完工及交付返國。

## 艦上系統

### 動力系統
- 主機馬力：7,735 PS x 2台
- 發電機功率：255KW x 2台
- 可變螺距螺槳，雙舵

### 武器裝備
- 艦艇配置：
  - T-75 20毫米機炮一門
  - 白朗寧M2重機槍2~4挺
  - T75班用機槍3挺
- 執勤人員配置：
  - 烏茲衝鋒槍5支
  - T65K2步槍5支
  - T75手槍10支
- 其他裝備：
  - 艦載小艇2艘

## 同級艦
| 艦名 | 舷號  | 建造廠            | 開工日期 | 下水日期      | 交船日期      | 服役日期 | 除役日期      | 備註 |
| ---- | ----- | ----------------- | -------- | ------------- | ------------- | -------- | ------------- | ---- |
| 謀星 | CG105 | 荷蘭威爾頓·費吉諾 |          |               | 1988年7月交船 |          | 2022年3月29日 |      |
| 福星 | CG106 | 荷蘭威爾頓·費吉諾 |          | 1988年2月12日 | 1988年6月交船 |          | 2020年10月7日 |      |